# Францішек Качковський
Францішек Генрикович Качковський (нар. 15 грудня 1877 в Хобултові, пом. 10 листопада 1962 в Варшаві) — полковник кавалерії Війська Польського.

## Життєпис
Народився 15 грудня 1877 року в Хобултові, Володимирського повіту, тогочасної Волинської губернії, був сином лікаря Генрика і Зигмунти з родини Раціборських.
У 1891—1897 роках Францішек Качковський навчався в приватній гімназії, а після склав екзамен 1-ї категорії при Єлисаветградському кавалерійському училищі. У липні 1897 року вступив рядовим до 21-го Білоруського драгунського полку царської армії. З лютого 1905 року брав участь у битвах на російсько-японському фронті, був підвищений до звання поручника. У липні 1914 року був переведений до 6-го, а пізніше 5-го ескадрону 7-го гусарського полку, в складі якого воював на австрійському фронті. У травні 1915 року був поранений осколком гранати і попав до госпіталю, де перебував до листопада. У 1915 році був підвищений до ротмістра, в 1916 до підполковника, а наступного 1917 року до полковника. На початку лютого 1918 року у зв'язку з демобілізацією був звільнений з війська. 9 березня 1919 року був призначений на посаду коменданта до Офіцерської школи їзди у Варшаві. 5 червня 1919 року був формально прийнятий до Війська Польського з підтвердженням звання полковника. 20 грудня 1919 став інспекційним штабовим офіцером їзди Командування генерального округу Городня. З жовтня 1920 року до червня 1921 року командував Городненським уланським полком.
25 листопада 1921 року був призначений командувачем 9 кінного стрілецького полку, котрий розташовувався у Володаві, а з травня 1924 року в Граєві, Осівці та Білостоці. 3 травня 1922 року був підтверджений у званні полковника з вислугою на 1 червня 1919 року і 30-м місцем у корпусі офіцерів їзди (з 1924 року — кавалерії). Виповняв також обов'язки командувача XI кавалерійської бригади в Августові. 29 листопада 1927 року був переведений до кадрових офіцерів кавалерії з одночасним відведенням у розпорядження командира Округу III корпусу в Городні. 31 січня 1928 року був переведений на відпочинок. На пенсії жив у Граєві. У 1934 році знаходився у розпорядженні Повітового управління запасу Варшава Місто III. Був призначений до Офіцерського округового складу № 1. Тоді був «виведений з запасу на час війни».
Після виходу на пенсію переїхав до Варшави, не брав участі в Другій світовій війні. Після війни працював, як пенсіонер спочатку в Бібліотеці Сейму, пізніше старшим реєстратором у Цивільній касі Президента Польщі. Звільнений тільки наприкінці червня 1958 року.

## Нагороди і відзнаки
- Хрест Хоробрих
- Хрест Заслуги військ Серединної Литви[ru] — 3 березня 1926[12]